# Стабенское сельское поселение
Стабенское сельское поселение — муниципальное образование в составе Смоленского района Смоленской области России.
Административный центр — деревня Покорное.

## Географические данные
- Общая площадь: 224,39 км²
- Расположение: восточная часть Смоленского района
- Граничит:
  - на севере — с Духовщинским районом
  - на востоке — с Кардымовским районом
  - на юго-востоке — с Корохоткинским сельским поселением
  - на юге — с Дивасовским сельским поселением
  - на западе — с Новосельским сельским поселением
  - на северо-западе — с Вязгинским сельским поселением
- По территории поселения проходит автомобильная дорога М1 «Беларусь»
- По территории поселения проходит железная дорога Смоленск — Озёрный, имеется станция Смоленское полукольцо.
- Крупные реки: Жереспея, Лущенка.

## История
Образовано 2 декабря 2004 года.

## Население
| 2007  | 2011  | 2012  | 2013  | 2014  | 2015  | 2016  |
| ----- | ----- | ----- | ----- | ----- | ----- | ----- |
| 3520  | ↘3482 | ↗3607 | ↗3674 | ↗3842 | ↗4526 | ↘3647 |
| 2017  | 2018  | 2019  | 2020  | 2021  |       |       |
| ↗3656 | ↗3701 | ↗3703 | ↘3642 | ↗4075 |       |       |

## Населённые пункты
В сельское поселение входят 34 населённых пункта:
| №  | Населённый пункт       | Тип     | Население (чел.) |
| -- | ---------------------- | ------- | ---------------- |
| 1  | Абрамково              | деревня | 0                |
| 2  | Дуброво                | деревня | 19               |
| 3  | Жуково                 | деревня | 1506             |
| 4  | Заборье                | деревня | 27               |
| 5  | Замощье                | деревня | 42               |
| 6  | Захарино               | деревня | 38               |
| 7  | Зыколино               | деревня | 53               |
| 8  | Ивахово                | деревня | 2                |
| 9  | Иловка                 | деревня | 63               |
| 10 | Кошелево               | деревня | 0                |
| 11 | Лаврово                | деревня | 0                |
| 12 | Лентево                | деревня | 6                |
| 13 | Мазальцево             | деревня | 297              |
| 14 | Морозово               | деревня | 1                |
| 15 | Мощинки                | деревня | 789              |
| 16 | Новая Деревня          | деревня | 34               |
| 17 | Новое Корявино         | деревня | 13               |
| 18 | Новоселки              | деревня | 0                |
| 19 | Ольховики              | деревня | 0                |
| 20 | Пенеснарь              | деревня | 18               |
| 21 | Плаи                   | деревня | 0                |
| 22 | Покорное               | деревня | 260              |
| 23 | Профилакторий Кристалл | деревня |                  |
| 24 | Профилакторий СААЗ     | деревня |                  |
| 25 | Рязаново               | деревня | 10               |
| 26 | Семиречье              | деревня | 11               |
| 27 | Смугулино              | деревня | 0                |
| 28 | Спас-Липки             | деревня | 32               |
| 29 | Стабна                 | посёлок | 157              |
| 30 | Старое Корявино        | деревня | 3                |
| 31 | Терехи                 | деревня | 31               |
| 32 | Фефелово               | деревня | 6                |
| 33 | Щитники                | деревня | 8                |
| 34 | Юшино                  | деревня | 1                |

### Упразднённые населённые пункты
- деревня Сельцо[13].

## Руководители
Глава поселения и администрации — Гериш Надежда Григорьевна.